# Bîkiv, Mostîska
Bîkiv (în ucraineană Биків) este un sat în comuna Șehîni din raionul Mostîska, regiunea Liov, Ucraina.

## Demografie
Componența lingvistică a localității Bîkiv
     Ucraineană (99,45%)
     Alte limbi (0,55%)
Conform recensământului din 2001, majoritatea populației localității Bîkiv era vorbitoare de ucraineană (99,45%), existând în minoritate și vorbitori de alte limbi.